# Токарски, Дастин
Да́стин Тока́рски (англ. Dustin Tokarski; 16 сентября 1989, Гумбольдт, Канада) — профессиональный канадский хоккеист, вратарь системы клуба НХЛ «Каролина Харрикейнз».

## Игровая карьера

### Клубная карьера
На молодёжном уровне Дастин Токарски играл за клуб Западной хоккейной лиги «Спокан Чифс». В 2008 году его на драфте НХЛ в пятом раунде выбрал клуб «Тампа Бэй Лайтнинг» под общим 122 номером. 30 декабря 2008 года Токарски подписал с «Тампой» трехлетний контракт новичка. В сезоне 2009/10 Токарски дебютировал в НХЛ. Он был вызван из фарм-клуба «Тампы» 14 января вместо получившего небольшую травму Майка Смита. 16 января в матче против «Флориды Пантерз» Токарски заменил после второго периода пропустившего пять шайб Антеро Нииттюмяки.
Весь сезон 2011/12 Токарски провел в АХЛ, выступая за «Норфолк Эдмиралс». 8 марта 2012 года Токарски впервые в своей карьере в НХЛ начал игру в стартовом составе. Он был вызван из АХЛ перед матчем против «Вашингтон Кэпиталз», чтобы заменить травмированного Мэтью Гарона. Первую победу в лиге он одержал через пять дней в матче против «Бостон Брюинз».
14 февраля 2013 года «Тампа» обменяла Токарски в «Монреаль Канадиенс», получив взамен вратаря Седрика Дежардена. 19 августа Дастин Токарски подписал годичный двусторонний контракт с «Монреалем», а 12 апреля 2014 года продлил своё соглашение с клубом ещё на два года.
19 мая 2014 года Токарски дебютировал в плей-офф НХЛ в матче против «Нью-Йорк Рейнджерс» во втором матче финала Восточной конференции. В первом матче серии основной вратарь «Монреаля» Кэри Прайс получил травму и по ходу матча его заменил Петер Будай, а Токарски выходил с первых минут в оставшихся матчах серии.
7 января 2016 года Токарски был обменян в клуб «Анахайм Дакс» на Макса Фриберга.
9 октября 2017 года был обменян в «Филадельфию Флайерз».
20 августа 2018 года в качестве свободного агента Токарски подписал однолетний двусторонний контракт с «Нью-Йорк Рейнджерс». Сезон начал в АХЛ за «Хартфорд», после чего был переведён в «Шарлотт». В составе «Чекерс» стал во второй раз в карьере обладателем Кубка Колдера, не проиграв за них ни одного матча из 12 (7 в регулярном чемпионате и 5 в плей-офф).

### В сборной
Дастин Токарски играл за молодёжную сборную Канады на чемпионате мира 2009 года, где канадцы заняли первое место.

## Награды и достижения
| Приз                                   | Год        | Прим.  |
| -------------------------------------- | ---------- | ------ |
| Кубок Telus                            | 2006       |        |
| Мемориальный кубок                     | 2008       |        |
| Сборная всех звёзд Мемориального кубка | 2008       | [ 16 ] |
| Стэффорд Смайт Мемориал Трофи          | 2008       |        |
| Хэп Эммс Мемориал Трофи                | 2008       |        |
| Кубок Колдера                          | 2012, 2019 |        |